# Клипсатор

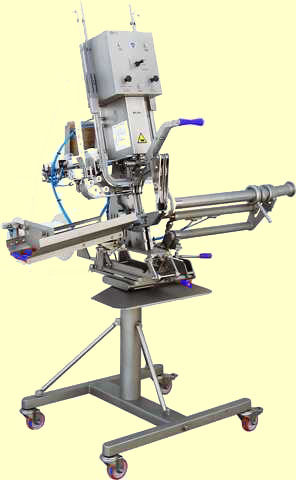
Клипсатор соединяет края батонов колбасы с помощью клипс

Клипсатор (англ. clipmashine) — устройство для соединения концов оболочки колбасных изделий или других упаковок с помощью клипс.

## Применение
Наиболее распространенное применение клипсаторов — пищевая, в частности мясоперерабатывающая промышленность. Клипсаторы бывают разных типов и производительности: одно и двухскрепочные, настольные или на станине, ручные, полуавтоматические или автоматические. Клипсатор подбирается в зависимости от применения и необходимой производительности.
Также клипсаторы используются для упаковки овощей, фруктов в сетки или пакеты.
В качестве расходного материала для клипсатора используют  клипсы/скрепки. Клипсы изготавливают из алюминия, на клипсу наносят различные насечки. Помимо клипсы, иногда используются еще и петли, для дальнейшего подвешивания колбас в термокамеры.